# Yamagiwa Daishirō
Yamagiwa Daishirō (山際 大志郎) là chính khách người Nhật Bản. Ông từng giữ chức vụ làm Bộ trưởng phụ trách các biện pháp đối phó và quản lý tình trạng khẩn cấp y tế của COVID-19 từ ngày 4 tháng 10 năm 2021 đến ngày 24 tháng 10 năm 2022.